# SummerSlam (2016)
SummerSlam (2016) — щорічне pay-per-view шоу «SummerSlam», що проводиться федерацією реслінгу WWE. Шоу відбулося 21 серпня 2016 року в Барклайс-центр у місті Бруклін, Нью-Йорк, США. Це було 29 шоу в історії «SummerSlam».